# Sanguisorba alpina
Sanguisorba alpina — вид трав'янистих рослин родини розові (Rosaceae), поширений в Азії.

## Морфологічна характеристика
Багаторічні трав'янисті рослини заввишки 30–80 см. Кореневища міцні, круглі в перетині. Стебла голі або майже голі. Прикореневі листки: прилистки жовто-коричневі, перетинчасті, голі; черешки голі; листові пластинки з 4–7(9) парами листочків; листочки зелені на обох поверхнях, еліптичні або довго еліптичні, рідко яйцеподібні, 1.5–7 × 1–4 см, обидві поверхні голі, краї гостро пильчасті, верхівки округлі. Стеблеві листки: прилистки зелені, шкірясті, краї різко пильчасті; листові пластини нагадує прикореневі, але в них менші листочки. Суцвіття пониклі, колосовиді, циліндричні, рідко еліпсоїдні, як правило, 1–4 × 0.6–1.2 см, подовжені до 5 см після запилення, у квітах від основи до вершини; ніжки зазвичай волосисті, пізніше стають безволосими. Приквітки жовто-коричневі, яйцевидо-ланцетні або лопатчато-ланцетні. Чашолистки білі або злегка рожеві, яйцеподібні. Тичинок 4.

## Поширення
У Європі вид зростає лише в Ісландії, як такий, що втік із садів; Азія (Китай, Корея, Монголія, Росія). У Китаї зростає на висотах 1200—2700 м. Населяє краї лісів, гірські схили, яри, болота.